# Cassa di Risparmio di Trieste
La Cassa di Risparmio di Trieste è stata una banca italiana con sede a Trieste.

## Storia
Nel 1842 venne fondato a Trieste il Monte Civico Commerciale, una banca (la prima a Trieste in forma di persona giuridica) che concedesse prestiti ai piccoli commercianti e industriali. L'istituto era garantito dal Comune e dalla Borsa, e aveva sede nel Palazzo di quest'ultima.
Nell'ambito del Monte, per volere di Domenico Rossetti, fu creata la sezione autonoma di Cassa di Risparmio, i cui dipendenti erano un cassiere, un ragioniere e un usciere.
Nel 1877 il Monte Civico si trasformò nella Cassa di Risparmio Triestina e nel 1890 l'istituto si trasferì nella nuova sede, fatta costruire appositamente, e di cui la Banca utilizzava solo i due piani inferiori.
Durante la prima Guerra mondiale la Cassa di Risparmio dovette trasferire le proprie riserve a Vienna e fu costretta a fare prestito al Governo Imperiale per le spese di guerra, ma cercò di erogare i minori importi possibili.
Fra le due Guerre furono aperte le filiali di Sesana, Monfalcone, Postumia, Grado e Muggia.
La legge di riordino delle casse di risparmio del 1927 costrinse la Cassa di risparmio di Postumia ad accorparsi con quella Triestina. Portò inoltre all'emanazione di un nuovo Statuto, più moderno.
Nel 1938, per allinearsi ai nomi delle consorelle, l'istituto cambiò il nome in Cassa di Risparmio di Trieste.
Nel 1979 la Cassa di Trieste incorporò la Cassa di Risparmio dell'Istria di Pola, che dopo la seconda Guerra mondiale aveva sede provvisoria in esilio a Trieste.
Nel 1992, in seguito alla legge Amato la Cassa di Risparmio si sdoppiò: le attività bancarie furono conferite alla CRTrieste-Banca s.p.a., mentre le attività non lucrative diventavano Fondazione Cassa di Risparmio di Trieste.
Nel 1999 la Fondazione cedette il pacchetto di controllo della Banca al Gruppo UniCredit. e l'anno successivo avvenne l'incorporazione in tale istituto.